# E8-Mannigfaltigkeit
In der Mathematik ist die {\displaystyle E_{8}}-Mannigfaltigkeit eine einfach zusammenhängende {\displaystyle 4}-Mannigfaltigkeit mit Schnittform {\displaystyle E_{8}}, die verschiedene ungewöhnliche Eigenschaften hat.

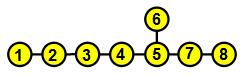
Graph des Dynkin-Diagramms

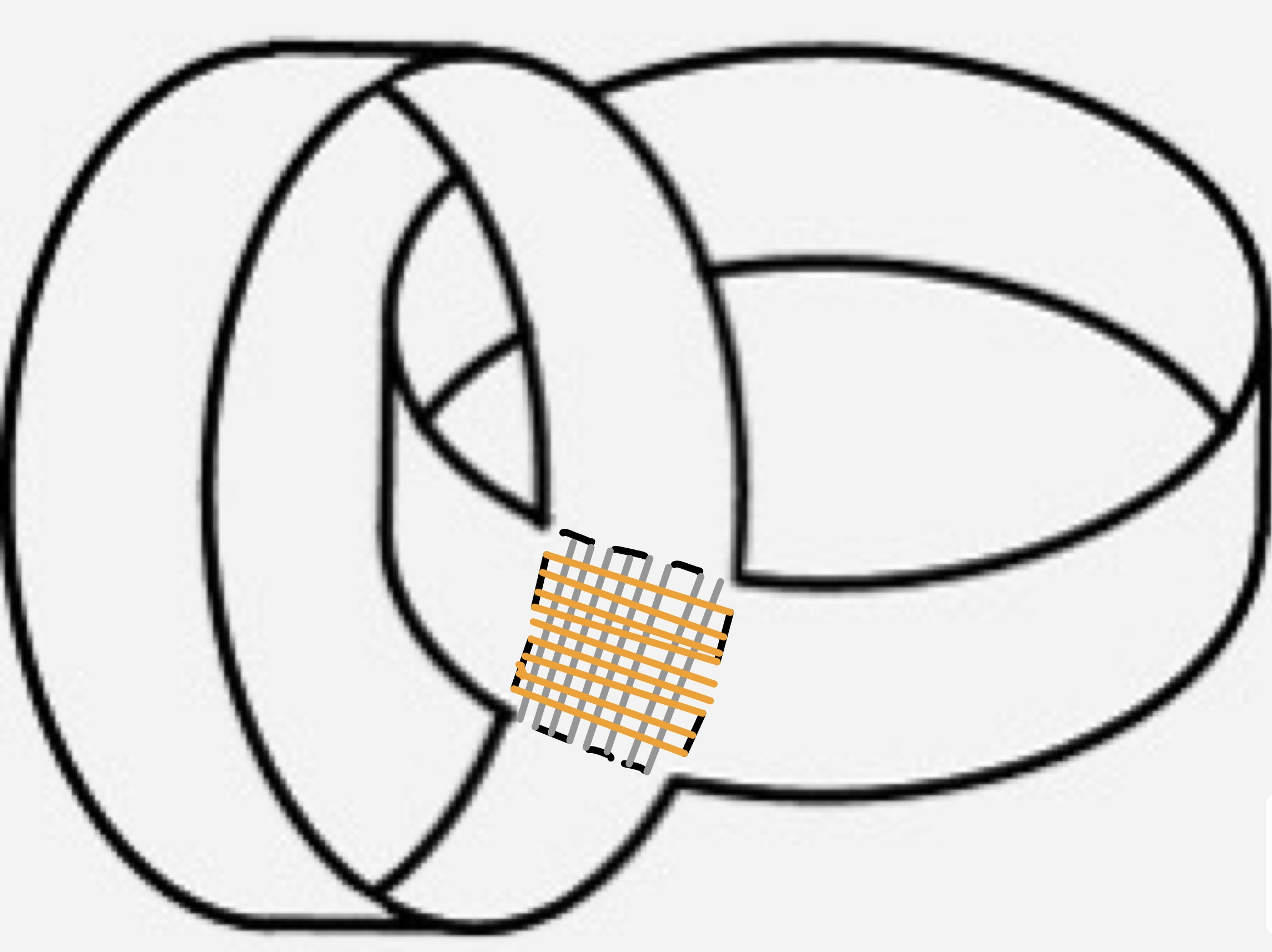
Klempnern zweier -Bündel über

## Konstruktion
Durch die Methode des Klempnerns entlang Graphen können aus mit den Knoten des Graphen assoziierten Kreisscheibenbündeln kompliziertere Mannigfaltigkeiten gebaut werden. Dies wird auf den Graphen des Dynkin-Diagramms {\displaystyle E_{8}} angewandt, wobei den Knoten des Graphen jeweils das zum Kotangentialbündel der 2-Sphäre assoziierte Kreisscheibenbündel zugeordnet wird.
Die so erhaltene 4-Mannigfaltigkeit hat als Rand die Poincaré-Homologiesphäre. Diese berandet eine 4-Mannigfaltigkeit mit trivialer Homologie und durch Verkleben erhält man eine geschlossene 4-Mannigfaltigkeit mit Schnittform {\displaystyle E_{8}}. (Dies ist ein Spezialfall des Satzes von Freedman, dass es zu jeder unimodularen, symmetrischen Bilinearform eine einfach zusammenhängende, geschlossene 4-Mannigfaltigkeit mit dieser Schnittform gibt.)

## Eigenschaften
- Die {\displaystyle E_{8}}-Mannigfaltigkeit trägt keine Differentialstruktur. Das folgt aus dem Satz von Rochlin, demzufolge die Signatur einer differenzierbaren Spin-Mannigfaltigkeit durch {\displaystyle 16} teilbar ist, oder aus dem Donaldson-Theorem, demzufolge die Schnittformen einfach zusammenhängender, differenzierbarer {\displaystyle 4}-Mannigfaltigkeiten nur dann positiv definit sein können, wenn sie diagonalisierbar sind. Die zum Dynkin-Diagramm {\displaystyle E_{8}} gehörende Bilinearform ist positiv definit, aber nicht diagonalisierbar. Ihre Signatur ist {\displaystyle 8}.
- Die {\displaystyle E_{8}}-Mannigfaltigkeit ist nicht triangulierbar. Dies wurde von Casson mit der zu diesem Zweck eingeführten Casson-Invariante bewiesen. Allgemein sind geschlossene {\displaystyle 4}-Mannigfaltigkeiten mit gerader Schnittform und Signatur {\displaystyle 8} nicht triangulierbar.